# CD³²
Das CD³² war eine von Commodore International auf Basis des Amiga 1200 entwickelte Spielkonsole mit CD-ROM-Laufwerk – und der Nachfolger des CDTV. Es war die erste Spielkonsole auf dem europäischen Markt mit 32-Bit-Architektur und als Konkurrenzprodukt zu Philips’ CD-i gedacht. Die Amiga-1200-Basis wurde auf das zum Spielen nötige reduziert und ein CD-Laufwerk hinzugefügt. Über einen Einschub an der Rückseite konnte das CD³² aber zu einem vollwertigen Amiga oder alternativ zu einem Video-CD-Player erweitert werden.

## Beschreibung

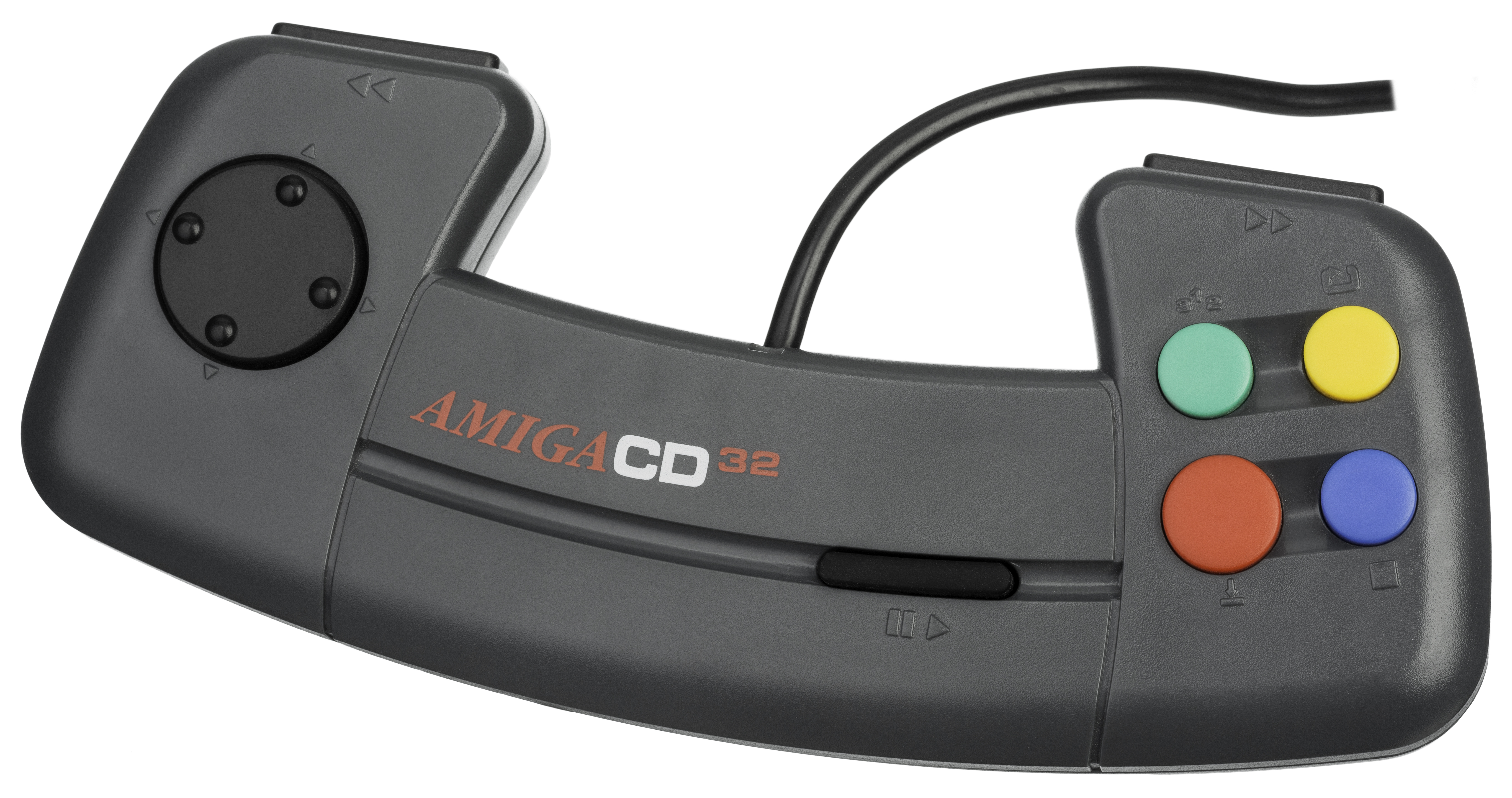
Gamepad des CD³²

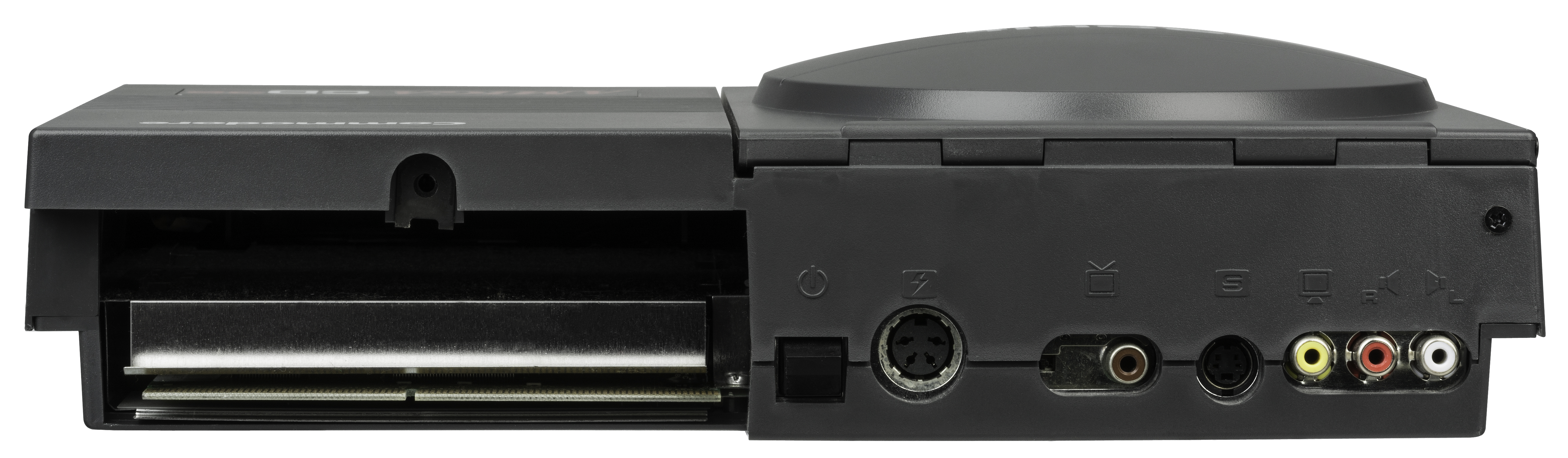
Rückseite des CD³² mit geöffnetem Expansionport

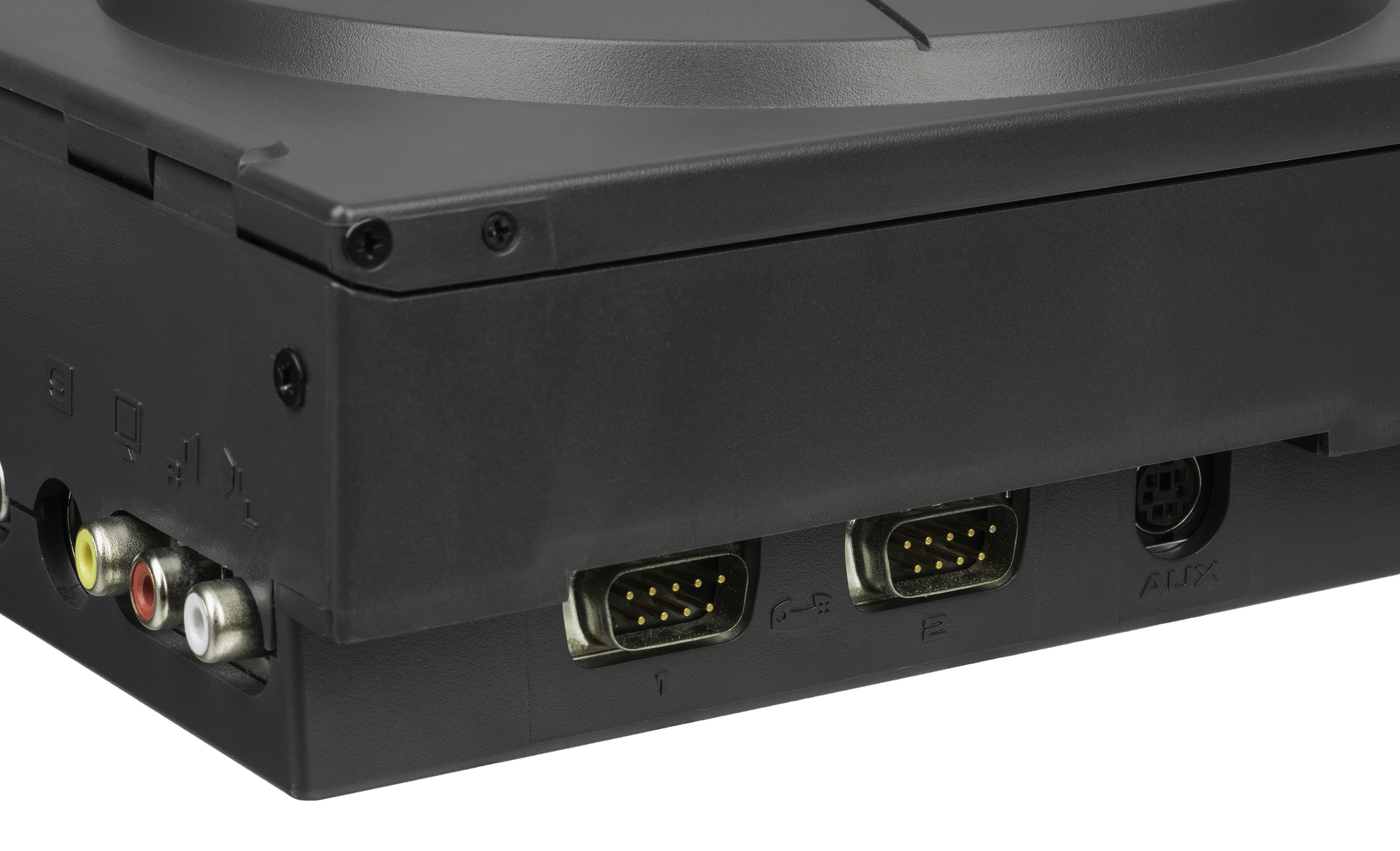
Controlleranschlüsse

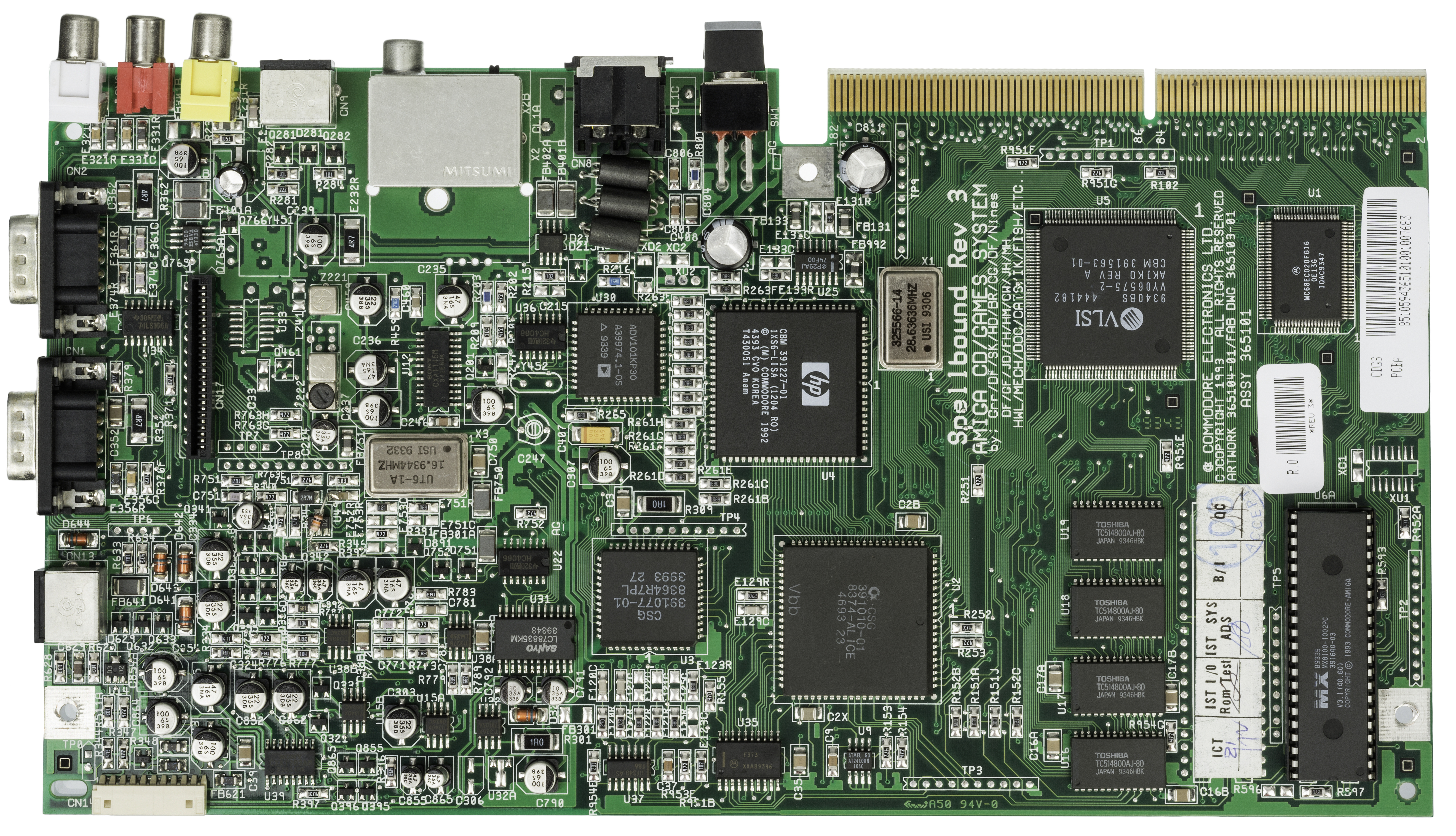
Leiterplatte

Das CD³² besitzt statt des im Amiga 1200 verwendeten Systemcontrollers Gayle einen speziellen Custom-Chip, den Akiko, der unter anderem auch PC-Konvertierungen vereinfachen und aufwendigere 3D-Grafik ermöglichen sollte. 3D-Grafik ist auf Amigas traditionell schwieriger zu handhaben als üblich, da der Bildspeicher (engl. Framebuffer) im dafür ungeeigneten Bitplane-Modus arbeitet. Im sogenannten Chunky-Modus (der sich mittlerweile systemübergreifend durchgesetzt hat) liegen alle Bits, die die Farbe eines Pixels ergeben, direkt hintereinander im Speicher. Im Bitplane-Modus dagegen liegen quasi mehrere Schwarzweißbilder („planes“ mit je einem Bit pro Pixel) unabhängig voneinander im Speicher. Wenn man sich diese Bitplanes übereinandergelegt vorstellt, kann man den Binärwert einer Pixelfarbe von oben nach unten lesen. In diesem Modus ein einzelnes Pixel per Software zu ändern, ist aufwendig, und um 3D-Grafik darzustellen, musste man jeden Pixel des Bildes einzeln per Software setzen. Deshalb hat es sich auf dem Amiga letztlich durchgesetzt, 3D-Grafik mittels eines Chunky-Framebuffers zu berechnen und diesen schließlich in einen Bitplane-Framebuffer umzurechnen – hierfür hat sich der Begriff Chunky-to-Planar-Konvertierung eingebürgert, und genau diese implementiert der Akiko-Chip (neben seinen anderen Funktionen) in Hardware.
Die erhofften PC-Konvertierungen blieben jedoch aus, und der Hauptprozessor, ein auf 14 MHz getakteter 68EC020, reichte ohne weitere Hardwareunterstützung nicht aus, um die Entwicklung von 3D-Spielen zu motivieren – diese Funktion des Akiko blieb bis auf wenige Ausnahmen unbenutzt.
Das CD³² war Teil einer Reihe von Konsolen, die sich am Markt nicht behaupten konnten. Commodore hatte das Sega Mega-CD als Hauptkonkurrent ins Auge gefasst. Zu Lebzeiten des CD³² erschienen außerdem das 3DO und der Atari Jaguar. Das CD³² war die letzte Hoffnung Commodores, der Pleite zu entgehen, was jedoch nicht gelang. Letztlich erschienen auf dem CD³² nur sehr wenige Exklusivtitel. Die meisten Spiele waren Konvertierungen von Amiga-1200- oder sogar Amiga-500-Titeln (s. Liste der Amiga-CD32-Spiele).
In den USA durfte das CD³² wegen eines Lizenzstreites offiziell nie verkauft werden, und so blieben die Geräte in den Fabriken in Asien zurück. Einige Händler aus Asien verkaufen seit 2006 noch einige Restbestände mittlerweile über ein bekanntes Auktionshaus. Das CD³² war eines der letzten Hardware-Produkte, das die Firma Commodore veröffentlichte, bevor sie Konkurs anmelden musste.

## Technische Angaben
- Motorola 68020 (68EC020RC16) mit 14,18 MHz (PAL-Version) bzw. 14,28 MHz (NTSC-Version)
- 2 MB Chip-RAM
- 1 MB ROM mit Kickstart ROM 3.1 und integriertem cdfs.filesystem
- 1 KB Flash ROM zum Speichern von Spielständen
- AGA-Chipsatz
- CD-ROM Double-Speed-Laufwerk mit Audio-CD-Abspielmöglichkeit (Software im ROM integriert)
- Akiko-Chip, der zuständig war für CD-ROM-Laufwerk plus weiterer Features (s. o.)
- 24-Bit-Farbpalette (16,7 Millionen Farben)
- bis zu 256 Farben gleichzeitig in Paletten-Modi
- 262.144 Farben gleichzeitig im HAM8-Modus
- Auflösung bis zu 1280×512i (mehr mit Overscan)
- Amiga OS 3.1
- 4×8-Bit-Audio-Kanäle
- Gamepad, Serial port, 2 Gameports, Interfaces für ein Keyboard

## Anschlüsse
- S-Video-Ausgang (4-Pin Mini-DIN)
- Composite-Video-Ausgang
- Hochfrequenz-Audio/Video-Ausgang (Antenne)
- Audio-Ausgang (2 × Cinch und 3,5 mm Stereo-Klinkenbuchse)
- Tastatur (6-Pin Mini-DIN)
- 2 × Maus/Gamepad-Ports (D-Sub9)
- RS-232-seriell/AUX-Port (6-Pin Mini-DIN)
- Expansions-Schacht: 182-Pin-Anschluss für MPEG-Cartridge oder Adapter von Drittanbietern wie die SX-1- oder SX32-Expansions-Cartridges.

## Sonstiges

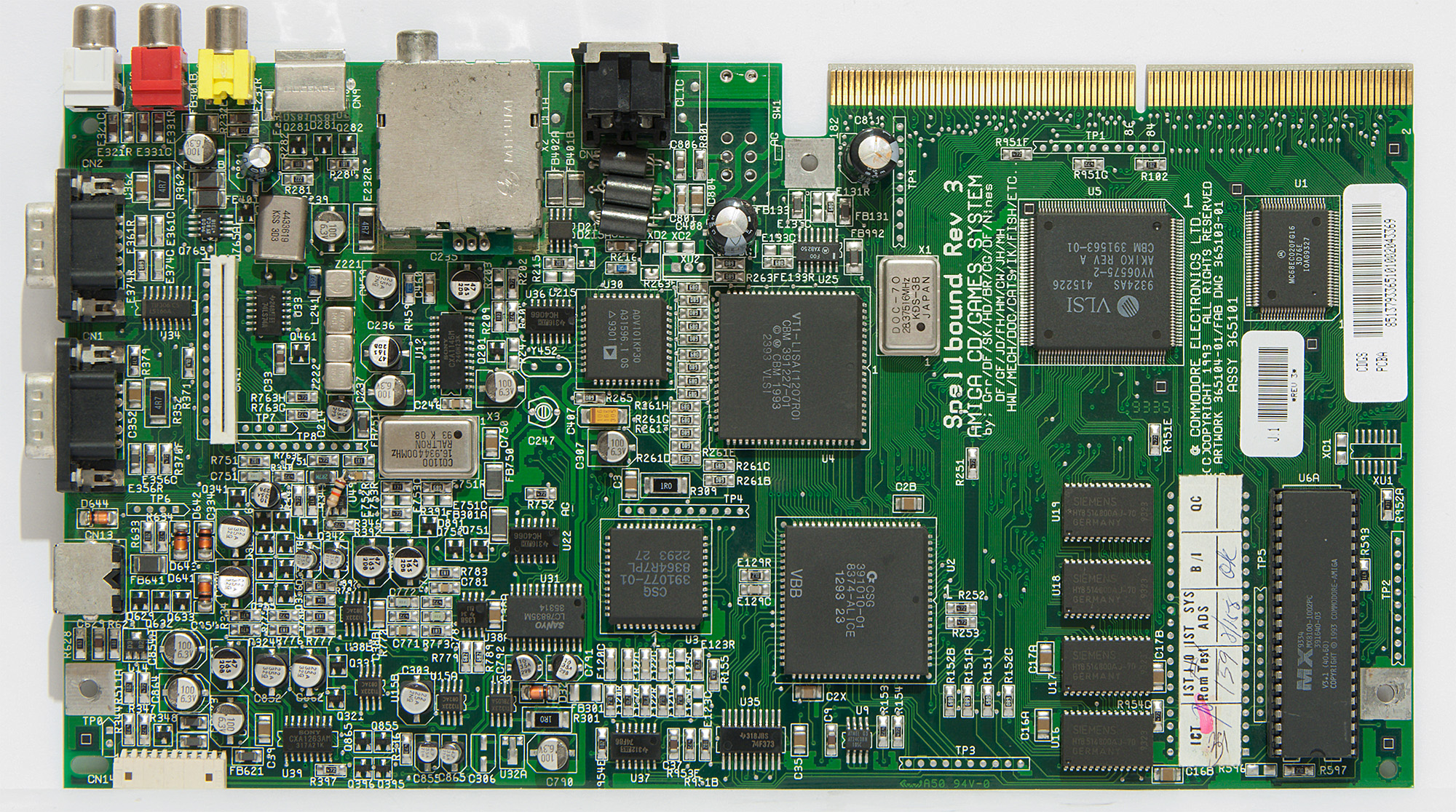
Platine des CD³² mit aufgeblähten Elkos oben Mitte

Aufgrund des Einbaus minderwertiger Elektrolytkondensatoren und des Alters ist es ratsam, diese rechtzeitig zu ersetzen, bevor sie aufplatzen oder auslaufen und damit weitere Teile beschädigen.